# Liste des reptiles au Québec
Les reptiles au Québec se classent dans deux ordres : Testudines — les tortues et Squamata — les serpents. Il y a onze espèces de tortues classées en cinq familles dont deux espèces exotiques. Les espèces de serpents, au nombre de neuf, sont classées en quatre familles, et comprennent une espèce dont la présence reste à confirmer.

## Testudines
| Photo                      | Noms (français / anglais / scientifique)                                  | Statut IUCN | Notes | Carte de répartition |
| -------------------------- | ------------------------------------------------------------------------- | ----------- | --- | -------------------- |
| Famille des Chelydridae    |                                                                           |             | |                      |
|                            | Tortue serpentine Common snapping turtle Chelydra serpentina serpentina   | (LC)        | L'AARQ rapporte des observations en Abitibi-Témiscamingue, dans les environs du Lac Saint-Jean et dans le Bas-Saint-Laurent. Commune et répandue au Québec. Le COSEPAC considère toutefois le statut de cette espèce préoccupant. |                      |
| Famille des Kinosternidae  |                                                                           |             | |                      |
|                            | Tortue musquée Common musk turtle Sternotherus odoratus                   | (LC)        | Cette espèce est désignée menacée au Québec et on la trouve seulement dans l'Outaouais, le long de la Rivière des Outaouais, entre Portage-du-Fort et la localité de Quyon, ainsi qu'entre Gatineau et le Parc national de Plaisance. La première mention de l'espèce dans la province date de 1989. Le COSEPAC considère le statut de cette espèce préoccupant. |                      |
| Famille des Emydidae       |                                                                           |             | |                      |
|                            | Tortue peinte Painted Turtle Chrysemys picta                              | (LC)        | Commune et répandue au Québec. Le COSEPAC considère toutefois le statut de la sous-espèce C. p. Picta préoccupant. La Tortue peinte est le seul reptile résistant à la congélation,. |                      |
|                            | Tortue géographique Northern map turtle Graptemys geographica             | (LC)        | Cette espèce est désignée vulnérable au Québec. Le COSEPAC considère le statut de cette espèce préoccupant. |                      |
|                            | Tortue mouchetée Blanding's turtle Emydoidea blandingii                   | (EN)        | Cette espèce est désignée menacée au Québec. Le COSEPAC considère cette espèce en voie de disparition. |                      |
|                            | Tortue des bois Wood turtle Glyptemys insculpta                           | (EN)        | Cette espèce est désignée vulnérable au Québec. Le COSEPAC considère cette espèce menacée. |                      |
|                            | Tortue ponctuée Spotted turtle Clemmys guttata                            | (EN)        | Cette espèce est susceptible d'être désignée menacée ou vulnérable au Québec. Le COSEPAC considère cette espèce en voie de disparition. |                      |
|                            | Tortue de Floride Red-eared slider Trachemys scripta elegans              | (LC)        | Espèce exotique. Il n'est pas démontré qu'elle se soit établie en permanence au Québec, bien qu'il y ait de nombreuses observations en nature provenant d'individus relâchés de captivité. |                      |
|                            | Tortue tabatière Common box turtle Terrapene carolina                     | (VU)        | Espèce exotique qui n'est pas établie au Québec. Quelques individus, probablement relâchés de captivité, ont déjà été observés en milieu naturel. |                      |
| Famille des Trionychidae   |                                                                           |             | |                      |
|                            | Tortue-molle à épines Eastern spiny softshell Apalone spinifera spinifera | (LC)        | Cette espèce est désignée menacée au Québec. La seule population connue dans la province se trouve dans le lac Champlain et certains de ses affluents. Le COSEPAC considère cette espèce en voie de disparition. |                      |
| Famille des Dermochelyidae |                                                                           |             | |                      |
|                            | Tortue luth Leatherback sea turtle Dermochelys coriacea                   | (VU)        | Cette espèce est désignée menacée au Québec. Le COSEPAC considère la population de l'Atlantique de cette espèce en voie de disparition. Sa présence au Québec se limite à quelques observations dans le Golfe du Saint-Laurent. |                      |

## Squamata
| Photo                  | Noms (français / anglais / scientifique)                                                    | Statut IUCN | Notes | Carte de répartition |
| ---------------------- | ------------------------------------------------------------------------------------------- | ----------- | --- | -------------------- |
| Famille des Natricidae |                                                                                             |             | |                      |
|                        | Couleuvre rayée Common Garter Snake Thamnophis sirtalis                                     | (LC)        | La plus commune, la plus répandue et la plus nordique des couleuvres au Québec,. |                      |
|                        | Couleuvre mince Ribbon snake Thamnophis sauritus septentrionalis                            | (LC)        | Cette espèce est susceptible d'être désignée menacée ou vulnérable au Québec. Rare, les quelques observations proviennent du sud de l'Outaouais. La première mention au Québec a été rapportée en 2003. |                      |
|                        | Couleuvre d'eau Northern water snake Nerodia sipedon sipedon                                | (LC)        | Cette espèce est susceptible d'être désignée menacée ou vulnérable au Québec. La majorité des observations proviennent de l'Outaouais. |                      |
|                        | Couleuvre à ventre rouge Northern redbelly snake Storeria occipitomaculata occipitomaculata | (LC)        | Commune et répandue au Québec. |                      |
|                        | Couleuvre brune De Kay's snake Storeria dekayi dekayi                                       | (LC)        | Cette espèce est susceptible d'être désignée menacée ou vulnérable au Québec. Espèce rare. Les observations proviennent de la grande région de Montréal. |                      |
| Famille des Colubridae |                                                                                             |             | |                      |
|                        | Couleuvre verte Smooth green snake Opheodrys vernalis                                       | (LC)        | Cette espèce est susceptible d'être désignée menacée ou vulnérable au Québec. |                      |
|                        | Couleuvre tachetée Eastern milk snake Lampropeltis triangulum                               | (LC)        | Cette espèce est susceptible d'être désignée menacée ou vulnérable au Québec. Le COSEPAC considère le statut de cette espèce préoccupant. |                      |
| Famille des Dipsadidae |                                                                                             |             | |                      |
|                        | Couleuvre à collier Northern ringneck snake Diadophis punctatus edwardsii                   | (LC)        | Cette espèce est susceptible d'être désignée menacée ou vulnérable au Québec. |                      |
| Famille des Viperidae  |                                                                                             |             | |                      |
|                        | Crotale des bois Timber rattlesnake Crotalus horridus horridus                              | (LC)        | Espèce limitrophe. Des observations non confirmées de cette espèce proviennent des environs des lacs Champlain et Memphrémagog ainsi qu'en Montérégie près de la frontière. Il est probable que ce crotale ait occupé la province, mais il est improbable qu'on puisse aujourd'hui le confirmer étant donné qu'il a été extirpé de plusieurs régions du nord de son aire de répartition,. |                      |